# Maria Chodin-Gertner
Maria Chodin-Gertner (ur. 10 września 1919, zm. ?) – polska „Sprawiedliwa wśród Narodów Świata”.

## Życiorys
W trakcie II wojny światowej zamieszkiwała wraz z ciocią na przedmieściach Łucka na Wołyniu w pobliżu istniejącego do połowy 1942 r. obozu pracy dla Żydów z miejscowego getta. Ukryła w swoim mieszkaniu Żyda, Josefa Gertnera (swojego późniejszego męża), którego znała z okresu przedwojennego. Naszykowała schronienie na strychu mieszkania, w którym umieściła także kuzyna Josefa, Maurtcego Kamienieckiego, a także Isaka Halperna. Maria udzielała schronienia Żydom pomimo trudnej sytuacji materialnej, samemu zaopatrując ich w potrzebne do przeżycia akcesoria i pożywienie. Była zdeterminowała pomagać bliźnim, mimo że jej ciotka, świadoma zabiegów Marii, omal nie przypłaciła tego załamaniem nerwowym. Gdy polowania na Żydów, urządzane przez Niemców, wzmogły na sile, trójka Żydów za zgodą Marii wykopała podziemną kryjówkę pod domem dla lepszego zabezpieczenia. Maria wynosiła przy tym 60 wiader ziemi aby nie doszło do wykrycia, że ukrywa Żydów. Udzielała im schronienia przez ok. piętnaście miesięcy, do chwili wkroczenia Armii Czerwonej. Po wojnie wyemigrowała wraz z Josefem do USA i przeszła na judaizm.
18 października 1966 r. Instytut Jad Waszem uhonorował Marię Chodin-Gertner medalem „Sprawiedliwy wśród Narodów Świata”.